# James Bailey (calciatore)
James Bailey (Bollington, 18 settembre 1988) è un ex calciatore inglese, di ruolo centrocampista.

## Caratteristiche tecniche
Interno di centrocampo, può giocare come esterno sinistro o come trequartista.

## Carriera
Nell'estate del 2010 si trasferisce al Derby County in cambio di 600000 €.

## Statistiche

### Presenze e reti nei club
Statistiche aggiornate al 2 giugno 2019.
| Stagione               | Squadra                | Campionato             | Campionato | Campionato | Coppe nazionali | Coppe nazionali | Coppe nazionali | Coppe continentali | Coppe continentali | Coppe continentali | Altre coppe | Altre coppe | Altre coppe | Totale | Totale |
| Stagione               | Squadra                | Comp                   | Pres       | Reti       | Comp            | Pres            | Reti            | Comp               | Pres               | Reti               | Comp        | Pres        | Reti        | Pres   | Reti   |
| ---------------------- | ---------------------- | ---------------------- | ---------- | ---------- | --------------- | --------------- | --------------- | ------------------ | ------------------ | ------------------ | ----------- | ----------- | ----------- | ------ | ------ |
| 2007-2008              | Crewe Alexandra        | FL1                    | 1          | 0          | FACup+CdL       | -               | -               | -                  | -                  | -                  | FLT         | -           | -           | 1      | 0      |
| 2008-2009              | Crewe Alexandra        | FL1                    | 24         | 0          | FACup+CdL       | 4+3             | 0               | -                  | -                  | -                  | FLT         | 0           | 0           | 31     | 0      |
| 2009-2010              | Crewe Alexandra        | FL2                    | 21         | 0          | FACup+CdL       | 1+1             | 0               | -                  | -                  | -                  | FLT         | 0           | 0           | 23     | 0      |
| Totale Crewe Alexandra | Totale Crewe Alexandra | Totale Crewe Alexandra | 46         | 0          |                 | 9               | 0               |                    | -                  | -                  |             | 0           | 0           | 55     | 0      |
| 2010-2011              | Derby County           | FLC                    | 36         | 1          | FACup+CdL       | 1+1             | 0               | -                  | -                  | -                  | -           | -           | -           | 38     | 1      |
| 2011-2012              | Derby County           | FLC                    | 22         | 0          | FACup+CdL       | 2+0             | 0               | -                  | -                  | -                  | -           | -           | -           | 24     | 0      |
| 2012-2013              | Coventry City          | FL1                    | 30         | 2          | FACup+CdL       | 1+1             | 0               | -                  | -                  | -                  | FLT         | 5           | 0           | 37     | 2      |
| 2013-2014              | Derby County           | FLC                    | 1          | 0          | FACup+CdL       | 1+0             | 0               | -                  | -                  | -                  | -           | -           | -           | 2      | 0      |
| Totale Derby County    | Totale Derby County    | Totale Derby County    | 59         | 1          |                 | 5               | 0               |                    | -                  | -                  |             | -           | -           | 64     | 1      |
| 2014-2015              | Barnsley               | FL1                    | 25         | 0          | FACup+CdL       | 2+1             | 0               | -                  | -                  | -                  | FLT         | 1           | 0           | 29     | 0      |
| ott.-dic. 2015         | Pune City              | ISL                    | 8          | 1          | -               | -               | -               | -                  | -                  | -                  | -           | -           | -           | 8      | 1      |
| 2016                   | Ottawa Fury            | NASL                   | 29         | 0          | CC              | 4               | 0               | -                  | -                  | -                  | -           | -           | -           | 33     | 0      |
| feb.-giu. 2017         | Carlisle United        | FL2                    | 12+2       | 0          | FACup+CdL       | -               | -               | -                  | -                  | -                  | FLT         | -           | -           | 14     | 0      |
| 2017-2018              | Yeovil Town            | FL2                    | 24         | 1          | FACup+CdL       | 3+1             | 0               | -                  | -                  | -                  | FLT         | 1           | 0           | 29     | 1      |
| 2018-2019              | Yeovil Town            | FL2                    | 0          | 0          | FACup+CdL       | 0               | 0               | -                  | -                  | -                  | FLT         | 0           | 0           | 0      | 0      |
| Totale Yeovil Town     | Totale Yeovil Town     | Totale Yeovil Town     | 24         | 1          |                 | 4               | 0               |                    | -                  | -                  |             | 1           | 0           | 29     | 1      |
| Totale Carriera        | Totale Carriera        | Totale Carriera        | 233        | 5          |                 | 27              | 0               |                    | -                  | -                  |             | 9           | 0           | 269    | 5      |